# Robert Kardashian
Robert George Kardashian (Los Angeles, 22 de fevereiro de 1944 — Los Angeles, 30 de setembro de 2003) foi um advogado americano de origem armênia.
Kardashian cresceu em Los Angeles, onde  participou de Dorsey High School. Obteve seu diploma de Direito na Universidade de San Diego, se tornou um advogado e, em seguida, volta aos negócios com o seu irmão, através da criação de Radio & Records. Ele se encontrou com o jogador de futebol americano O.J. Simpson em 1969 em um campo de ténis. Tornou-se seu amigo, Kardashian o defendeu pessoalmente quando ele foi acusado em 1994 de assassinar sua esposa.
Ele morreu de câncer de esôfago no dia 30 de setembro de 2003 com a idade de 59 anos.
Ele é o pai de Kourtney, Kim, Khloé e Rob Kardashian, de seu casamento com Kris Jenner.